# Tolerance (lékařství)
Tolerance v lékařství nebo farmakologii v souvislosti s návykovými látkami (drogami nebo alkoholem) znamená toleranci organismu vůči návykové látce nebo schopnost organismu látku snášet. Tato schopnost s užíváním látky postupně stoupá, takže k dosažení stejného účinku na organismus je třeba stále většího množství látky.
Stejný jev může nastat při dlouhodobějším podávání určitých léků: Pro dosažení stejného účinku je třeba zvyšovat jeho dávky.